# Канино (Битољ)
Канино (мкд. Канино) је насеље у Северној Македонији, у јужном делу државе. Канино припада општини Битољ.

## Географија
Насеље Канино је смештено у крајње јужном делу Северне Македоније, близу државне границе са Грчком (8 km јужно од насеља). Од најближег већег града, Битоља, насеље је удаљено 12 km јужно.
Канино се налази у југозападном ободу Пелагоније, највеће висоравни Северне Македоније. Насељски атар је равничарски на истоку, док се ка западу издиже прва брда планине Баба. Надморска висина насеља је приближно 660 метара.
Клима у насељу је умереноконтинентална.

## Становништво
Канино је према последњем попису из 2021. године имало 104 становника.
| Национални састав према попису из 2021.‍ | Национални састав према попису из 2021.‍ | Национални састав према попису из 2021.‍ | Национални састав према попису из 2021.‍ | Национални састав према попису из 2021.‍ |
| --------------------------------------- | --------------------------------------- | --------------------------------------- | --------------------------------------- | --------------------------------------- |
|                                         |                                         |                                         |                                         |                                         |
| Македонци                               | Македонци                               |                                         | 89                                      | 85,6%                                   |
| непописани                              | непописани                              |                                         | 15                                      | 14,4%                                   |

Већинска вероисповест је православље.